# I natt är du död
I natt är du död är en kriminalroman från 2011 skriven av Viveca Sten. Det är den fjärde boken om Thomas Andreasson och Nora Linde och kretsar kring teman som hämnd, pennalism och besatthet.